# メレディス (DD-726)
|          |                                                                                     |
| 艦歴     |                                                                                     |
| 発注     | 1942年                                                                              |
| 起工     | 1943年7月26日                                                                       |
| 進水     | 1943年12月21日                                                                      |
| 就役     | 1944年3月14日                                                                       |
| 退役     |                                                                                     |
| その後   | 1944年6月9日に沈没 1960年8月5日にスクラップとして売却                               |
| 除籍     |                                                                                     |
| 性能諸元 |                                                                                     |
| 排水量   | 2,200トン                                                                           |
| 全長     | 376 ft 6 in (114.8 m)                                                               |
| 全幅     | 40 ft (12.2 m)                                                                      |
| 吃水     | 15 ft 8 in (4.8 m)                                                                  |
| 機関     | 2軸推進、60,000 shp (45 MW)                                                         |
| 最大速   | 34 ノット (63 km/h)                                                                 |
| 航続距離 | 6,500 海里 (12,000 km) 15ノット時                                                   |
| 乗員     | 士官、兵員336名                                                                     |
| 兵装     | 38口径5インチ砲6門 40mm対空砲12門 20mm対空砲11門 21インチ魚雷発射管10門 爆雷軌条2軌 |

メレディス (USS Meredith, DD-726) は、アメリカ海軍の駆逐艦。アレン・M・サムナー級駆逐艦の1隻。艦名はバーバリ戦争でジョン・トリップ大尉の命を救った海兵隊軍曹ジョナサン・メレディスに因む。その名を持つ艦としては3隻目。

## 艦歴
メレディスは1943年7月26日にメイン州バスのバス鉄工所で起工した。1943年12月21日にウィリアム・ケッパー夫人によって命名、進水し、1944年3月14日に艦長ジョージ・ニュープファー中佐の指揮下就役した。
バミューダでの整調後、メレディスは船団護衛として1944年5月8日にボストンを出港し、5月27日にイングランドのプリマスに到着した。6月5日から6日にかけてメレディスはノルマンディー上陸作戦に参加する輸送船団の護衛を担当した。6日にはユタ・ビーチの上陸部隊に対する支援射撃を行った。翌朝早く、防御艦として沖合を航行中に機雷に接触する。爆発により7名が死亡、50名以上が負傷および行方不明となった、メレディスは大きく損傷し、浮揚のためセーヌ湾に曳航され投錨した。しかしながら9日の朝、敵機の攻撃により裂け目が大きく開き、2つに分断、沈没した。護衛駆逐艦ベイツ (USS Bates, DE-68) が生存者163名を救助した。
1960年8月5日、メレディスの船体はフランスの St. Française de Recherches 社に売却された。船体は1960年9月に引き揚げられ、スクラップとして廃棄された。
メレディスは第二次世界大戦の戦功で1個の従軍星章を受章した。